# Johan Erik Granlund
Johan Erik Granlund (i riksdagen kallad Granlund i Harads), född 20 mars 1858 i Överluleå socken, död 7 februari 1943 i Edefors, var en svensk folkskollärare och politiker (liberal).
Johan Erik Granlund, som var son till en kopparslagare, tog folkskollärarexamen i Härnösand 1885 och var därefter folkskollärare i Harads i Edefors 1887–1917. Han var också kommunalnämndens ordförande i Edefors 1912–1920.
Granlund var riksdagsledamot i andra kammaren 1903–1905 för Luleå domsagas valkrets och tillhörde i riksdagen Frisinnade landsföreningens riksdagsparti Liberala samlingspartiet. I riksdagen var han suppleant i tillfälliga utskottet 1904–1905. Han engagerade sig huvudsakligen i skolfrågor.